# Альтузій
Йоганн Альтузій (Johannes Althusius; 1557, Бад-Берлебург, графство Сайн-Вітгенштейн-Берлебург — 12 серпня 1638, Емден, Нижня Саксонія) — німецький юрист, політичний мислитель, теоретик держави і права, педагог, один з основоположників теорії природного права і концепції суспільного договору.